# 麥基洗德

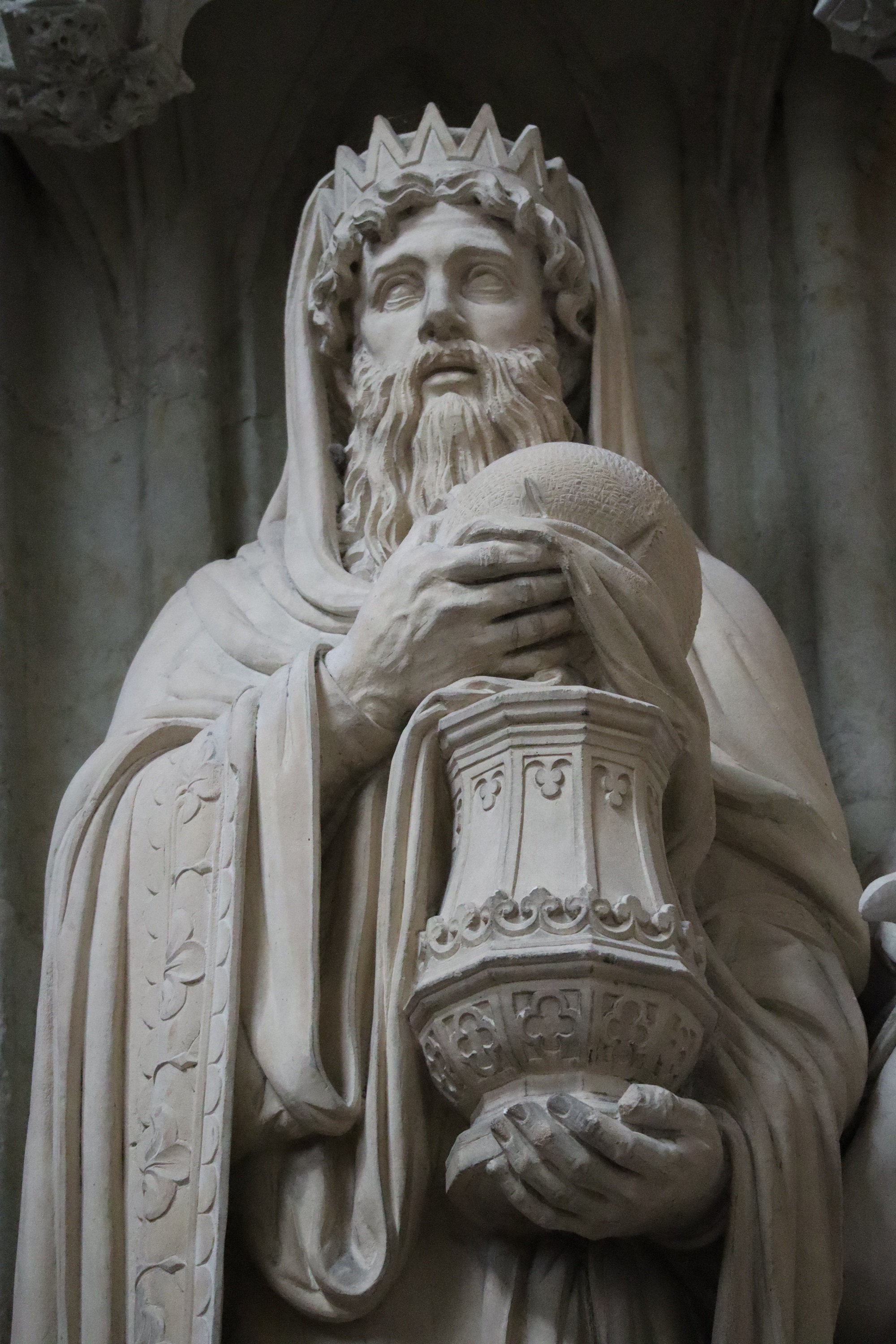
法国南特一教堂的麦基洗德塑像

麥基洗德或譯默基瑟德（希伯來語：מַלְכִּי־צֶדֶק或מַלְכִּי־צָדֶק），根據舊約聖經《創世記》的記載，他是撒冷王，被稱為「至高神的祭司」，他帶著餅和酒為亞伯拉罕祝福。麥基洗德這個名字的意思是「公義的王」。
猶太先哲文獻中，包括塔古姆·約拿單、塔古姆·耶路撒冷和巴比倫塔木德等，認為麥基洗德此名，是挪亞的兒子閃的另一個稱號。
基督教傳統中，根據新約聖經《希伯來書》，耶穌基督是「照著麥基洗德的等次永遠為祭司」，因此耶穌作為大祭司的效用是一勞永逸的。麥基洗德在天主教和東正教傳統中被尊為聖人。

## 希伯來聖經中的麥基洗德
希伯來聖經有兩次提到麥基洗德，第一次在創世記，第二次在詩篇。

### 創世紀14章
創世紀14章敘述了以色列人始祖亞伯蘭（即亞伯拉罕）的姪子羅得，被捲入一場名為“四王對五王之戰”的上古戰爭中。戰爭初期以攔王基大老瑪為首的四王同盟，擊敗了迦南地所多瑪王比拉等的五王同盟，羅得全家及財物也都被擄去。亞伯蘭知道後率人前往營救，擊敗了基大老瑪，救出羅得一家（創世記14:1-16）。返程時遇到所多瑪王，這時：
又有撒冷王麥基洗德帶著餅和酒出來；他是至高神的祭司。他為亞伯蘭祝福，說：「願至高的神、天地的主賜福給亞伯蘭！至高的神把敵人交在你手裡，他是應當稱頌的！」亞伯蘭就把所有的拿出十分之一給他。──創世紀14章18~20節（和合本修訂版）
撒冷王默基瑟德也帶了餅酒來，他是至高者天主的司祭，祝福他說：「願亞巴郎蒙受天地的主宰，至高者天主的祝福！願將你的敵人交於你手中的至高者的天主受讚美！」亞巴郎遂將所得的，拿出十分之一，給了默基瑟德。──創世紀14章18~20節（思高本）
亞伯蘭遂以戰爭中得來的十分之一繳納給麥基洗德，其餘的財物則全數歸還被基大老瑪擄掠的所多瑪王（創世記14:21-24）。

### 詩篇110章
希伯來聖經第二次，也是最後一次提到麥基洗德，是在詩篇110章4節。多數譯本依照七十士譯本，翻譯如下：
耶和華起了誓，絕不改變：「你是照著麥基洗德的等次永遠為祭司。」 ──詩篇110章4節（和合本修訂版）
上主一發了誓，他決不再反悔：你照默基瑟德品位，永做司祭！ ──聖詠集110章4節（思高本）
大多數猶太先哲文獻，認為此篇是描述詩篇中的主要角色大衛王，大衛是撒冷（耶路撒冷）的“公義之王”，並且如麥基洗德一般，有著類似先知的職責。巴比倫塔木德認為此篇是表示亞伯蘭在搶救他姪子羅得的戰爭中勝利，因此值得為祭司。猶太神秘主義的經典《佐哈》，認為這裡提到的麥基洗德，是指猶太人的大祭司亞倫。

## 基督宗教傳統中的麥基洗德
新約聖經中，麥基洗德頻繁地出現在公元1世紀晚期的希伯來書。在希伯來書7章3節，麥基洗德被描述為是一個非凡的人，他“無父、無母、無族譜、無生之始、無命之終”，而使他有幾乎像神一般超然的地位。
根據希伯來書的作者，基督徒相信耶穌是彌賽亞，並且是“照著麥基洗德的等次永遠為祭司”，所以耶穌扮演“君王-祭司”的角色是一次就完全成就的。耶穌並不是亞倫的後裔，不符合摩西律法裡擔任猶太人大祭司的資格。但耶穌被認為是如麥基洗德一般，一個麥基洗德體系的大祭司，並且麥基洗德體系的大祭司在各方面均超越亞倫後裔的大祭司。

### 天主教
天主教認為其祭司的傳統是來自默基瑟德（CCC1544）。在創世記14章18節，默基瑟德提供了麵包和酒的獻祭。基督應驗了詩篇110章的預言，他是一名照“默基瑟德品位”的祭司，並在最後的晚餐中，剝開麵包與他的門徒們分享。天主教徒遵行基督的教導：“你們應行此禮，為紀念我”（路22:19）。因此，天主教會繼續提供麵包和酒的獻祭，作為聖體聖事的一部分。
羅馬禮教會的第一次聖體聖事祈禱，會提到麥基洗德。在羅馬天主教聖人曆中，默基瑟德的紀念是8月26日。

### 新教
新教傳統的教派，依循馬丁·路德，教導麥基洗德是一個歷史人物和基督的原型。認為神秘的麥基洗德祭司預表耶穌作為永恆的祭司，他一次性的獻祭完成了贖罪的需要，並且現在是教會的元首。在這個由希伯來書而來的傳統，耶穌是過去、現在及未來永遠唯一完全完美的大祭司。
舊約學者朗文認為，對於麥基洗德和耶穌之間關係的一個通俗理解，即麥基洗德是舊約聖經中的“基督之顯現”－換句話說，耶穌就是麥基洗德。
也就是說，耶穌的神聖和唯一性，不只是因為祂是神的兒子，畢竟亞當和創世紀諸多記載，都有被稱為「神的兒子們」的曾經存在；更是麥基洗德，這上帝的祭司，以神的兒子形式從瑪利亞的子宮而出，稱為耶穌，最後被獻祭而復活。
一些基督教福音派和彌賽亞運動信徒（彌賽亞猶太教），認為基督會以此名作為真正的彌賽亞再臨。這種觀點是從啟示錄20章的字面解釋而來，基督在彌賽亞的千禧年到來時，將同時為君王和大祭司（如同麥基洗德）。

## 《聖經》中關於麥基洗德的章節
- 《創世記》14:17-20
- 《詩篇》110:4
- 《希伯來書》5:6
- 《希伯來書》5:10-11
- 《希伯來書》6:20
- 《希伯來書》7:1-28